# Copa Libertadores 1976
Die Copa Libertadores 1976 war die 17. Auflage des wichtigsten südamerikanischen Fußballwettbewerbs für Vereinsmannschaften. 21 Mannschaften nahmen teil. Es nahmen jeweils die Landesmeister der CONMEBOL-Länder und die Zweiten teil, beziehungsweise der Gewinner und Finalist des Pokalwettbewerbs in Bolivien, da dort noch keine nationale Meisterschaft ausgetragen wurde. Das Teilnehmerfeld komplettierte Titelverteidiger CA Independiente. Das Turnier begann am 25. Februar und endete am 30. Juli 1976 mit dem Final-Entscheidungsspiel. Der brasilianische Vertreter Cruzeiro Belo Horizonte gewann das Finale gegen River Plate und zum ersten Mal die Copa Libertadores. Für Cruzeiro wurde der Gewinn überschattet vom Tod ihres Spielers Roberto Batata, welcher nach einem Spiel bei Alianza Lima bei einem Verkehrsunfall tödlich verunglückte.

## 1. Gruppenphase

### Gruppe 1
| Pl. | Verein                  | Sp. | S | U | N | Tore    | Diff. | Punkte |
| --- | ----------------------- | --- | - | - | - | ------- | ----- | ------ |
| 1.  | River Plate             | 6   | 5 | 0 | 1 | 010:300 | +7    | 10     |
| 2.  | Estudiantes de La Plata | 6   | 4 | 1 | 1 | 011:300 | +8    | 09     |
| 3.  | Portuguesa FC           | 6   | 2 | 1 | 3 | 008:110 | −3    | 05     |
| 4.  | Deportivo Galicia       | 6   | 0 | 0 | 6 | 003:150 | −12   | 0      |

|                   |   |                         | Hinspiel | Rückspiel |
| ----------------- | - | ----------------------- | -------- | --------- |
| Deportivo Galicia | - | Portuguesa FC           | 1:2      | 1:3       |
| River Plate       | - | Estudiantes de La Plata | 1:0      | 0:1       |
| Portuguesa FC     | - | Estudiantes de La Plata | 2:2      | 0:3       |
| Deportivo Galicia | - | River Plate             | 0:1      | 1:4       |
| Portuguesa FC     | - | River Plate             | 0:2      | 1:2       |
| Deportivo Galicia | - | Estudiantes de La Plata | 0:1      | 0:4       |

### Gruppe 2
| Pl. | Verein                 | Sp. | S | U | N | Tore    | Diff. | Punkte |
| --- | ---------------------- | --- | - | - | - | ------- | ----- | ------ |
| 1.  | LDU Quito              | 6   | 3 | 2 | 1 | 010:500 | +5    | 08     |
| 2.  | Deportivo Cuenca       | 6   | 3 | 2 | 1 | 009:600 | +3    | 08     |
| 3.  | Club Bolívar           | 6   | 3 | 0 | 3 | 016:110 | +5    | 06     |
| 4.  | Club Deportivo Guabirá | 6   | 1 | 0 | 5 | 002:150 | −13   | 02     |

|                        |   |                        | Hinspiel | Rückspiel |
| ---------------------- | - | ---------------------- | -------- | --------- |
| Club Deportivo Guabirá | - | Club Bolívar           | 1:0      | 1:7       |
| Liga de Quito          | - | Deportivo Cuenca       | 1:1      | 0:0       |
| Deportivo Cuenca       | - | Club Bolívar           | 3:1      | 1:4       |
| Liga de Quito          | - | Club Deportivo Guabirá | 4:0      | 1:0       |
| Deportivo Cuenca       | - | Club Deportivo Guabirá | 1:0      | 2:0       |
| Liga de Quito          | - | Club Bolívar           | 1:0      | 2:3       |

#### Entscheidungsspiel um den Gruppensieg
|           | Ergebnis |                  |
| --------- | -------- | ---------------- |
| LDU Quito | 2:1      | Deportivo Cuenca |

### Gruppe 3
| Pl. | Verein                  | Sp. | S | U | N | Tore    | Diff. | Punkte |
| --- | ----------------------- | --- | - | - | - | ------- | ----- | ------ |
| 1.  | Cruzeiro Belo Horizonte | 6   | 5 | 1 | 0 | 020:900 | +11   | 11     |
| 2.  | SC Internacional        | 6   | 3 | 1 | 2 | 010:800 | +2    | 07     |
| 3.  | Club Olimpia            | 6   | 1 | 2 | 3 | 007:110 | −4    | 04     |
| 4.  | Sportivo Luqueño        | 6   | 1 | 0 | 5 | 005:140 | −9    | 02     |

|                         |   |                         | Hinspiel | Rückspiel |
| ----------------------- | - | ----------------------- | -------- | --------- |
| Cruzeiro Belo Horizonte | - | SC Internacional        | 5:4      | 2:0       |
| Club Olimpia            | - | Sportivo Luqueño        | 2:3      | 1:0       |
| SC Internacional        | - | Club Olimpia            | 1:0      | 1:1       |
| Sportivo Luqueño        | - | Cruzeiro Belo Horizonte | 1:3      | 1:4       |
| Club Olimpia            | - | Cruzeiro Belo Horizonte | 2:2      | 1:4       |
| SC Internacional        | - | Sportivo Luqueño        | 3:0      | 1:0       |

### Gruppe 4
| Pl. | Verein                 | Sp. | S | U | N | Tore    | Diff. | Punkte |
| --- | ---------------------- | --- | - | - | - | ------- | ----- | ------ |
| 1.  | Alianza Lima           | 6   | 3 | 2 | 1 | 008:400 | +4    | 08     |
| 2.  | CD Los Millonarios     | 6   | 2 | 2 | 2 | 008:500 | +3    | 06     |
| 3.  | CD Alfonso Ugarte      | 6   | 1 | 4 | 1 | 005:800 | −3    | 06     |
| 4.  | Independiente Santa Fe | 6   | 1 | 2 | 3 | 007:110 | −4    | 04     |

|                        |   |                        | Hinspiel | Rückspiel |
| ---------------------- | - | ---------------------- | -------- | --------- |
| Alianza Lima           | - | CD Alfonso Ugarte      | 0:0      | 0:0       |
| CD Los Millonarios     | - | Independiente Santa Fe | 1:1      | 0:1       |
| Independiente Santa Fe | - | CD Alfonso Ugarte      | 2:2      | 1:2       |
| CD Los Millonarios     | - | Alianza Lima           | 1:0      | 1:2       |
| CD Los Millonarios     | - | CD Alfonso Ugarte      | 4:0      | 1:1       |
| Independiente Santa Fe | - | Alianza Lima           | 2:3      | 0:3       |

### Gruppe 5
| Pl. | Verein              | Sp. | S | U | N | Tore    | Diff. | Punkte |
| --- | ------------------- | --- | - | - | - | ------- | ----- | ------ |
| 1.  | Peñarol Montevideo  | 6   | 3 | 2 | 1 | 007:400 | +3    | 08     |
| 2.  | Unión Española      | 6   | 3 | 2 | 1 | 005:300 | +2    | 08     |
| 3.  | CD Palestino        | 6   | 2 | 1 | 3 | 005:600 | −1    | 05     |
| 4.  | Nacional Montevideo | 6   | 0 | 3 | 3 | 005:900 | −4    | 03     |

|                    |   |                         | Hinspiel | Rückspiel |
| ------------------ | - | ----------------------- | -------- | --------- |
| Peñarol Montevideo | - | Nacional Montevideo     | 1:1      | 2:1       |
| Unión Española     | - | Club Atlético Palestino | 1:0      | 1:0       |
| Unión Española     | - | Peñarol Montevideo      | 0:0      | 0:2       |
| CD Palestino       | - | Nacional Montevideo     | 2:1      | 1:1       |
| CD Palestino       | - | CA Peñarol              | 1:0      | 1:2       |
| Unión Española     | - | Nacional Montevideo     | 2:0      | 1:1       |

## 2. Gruppenphase

### Gruppe 1
| Pl. | Verein                  | Sp. | S | U | N | Tore    | Diff. | Punkte |
| --- | ----------------------- | --- | - | - | - | ------- | ----- | ------ |
| 1.  | Cruzeiro Belo Horizonte | 4   | 4 | 0 | 0 | 018:300 | +15   | 08     |
| 2.  | LDU Quito               | 4   | 1 | 0 | 3 | 004:100 | −6    | 02     |
| 3.  | Alianza Lima            | 4   | 1 | 0 | 3 | 004:130 | −9    | 02     |

|               |   |                         | Hinspiel | Rückspiel |
| ------------- | - | ----------------------- | -------- | --------- |
| Liga de Quito | - | Alianza Lima            | 2:1      | 0:2       |
| Liga de Quito | - | Cruzeiro Belo Horizonte | 1:3      | 1:4       |
| Alianza Lima  | - | Cruzeiro Belo Horizonte | 0:4      | 1:7       |

### Gruppe 2
| Pl. | Verein             | Sp. | S | U | N | Tore    | Diff. | Punkte |
| --- | ------------------ | --- | - | - | - | ------- | ----- | ------ |
| 1.  | River Plate*       | 4   | 2 | 1 | 1 | 004:100 | +3    | 05     |
| 2.  | CA Independiente*  | 4   | 2 | 1 | 1 | 002:100 | +1    | 05     |
| 3.  | Peñarol Montevideo | 4   | 1 | 0 | 3 | 001:500 | −4    | 02     |

|                    |   |                    | Hinspiel | Rückspiel |
| ------------------ | - | ------------------ | -------- | --------- |
| River Plate        | - | CA Independiente   | 0:0      | 1:0       |
| CA Independiente   | - | Peñarol Montevideo | 1:0      | 1:0       |
| Peñarol Montevideo | - | River Plate        | 1:0      | 0:2       |

* Entscheidungsspiel um den ersten Platz war nötig; River Plate gewann 1:0 und qualifizierte sich damit für das Finale.

## Finale

### Hinspiel
| Cruzeiro Belo Horizonte                               | Cruzeiro Belo Horizonte | River Plate | River Plate |
| ----------------------------------------------------- | --- | --- | ----------- |
| Cruzeiro Belo Horizonte                               | \| 21. Juli 1976 in Belo Horizonte, Brasilien (Mineirão) \| \| Ergebnis: 4:1 (3:0) \| \| Zuschauer: 58.720 \| \| Schiedsrichter: Vicente Llobregat ( Venezuela) \|                                        | \| 21. Juli 1976 in Belo Horizonte, Brasilien (Mineirão) \| \| Ergebnis: 4:1 (3:0) \| \| Zuschauer: 58.720 \| \| Schiedsrichter: Vicente Llobregat ( Venezuela) \|                                                                                           | River Plate |
| Cruzeiro Belo Horizonte                               | Raul Plassmann – Nelinho, Morais, Darci Menezes, Vanderley Lázaro, Eduardo Amorim (Ronaldo Drummond), Wilson da Silva Piazza (Valdo), Zé Carlos, Jairzinho, Palhinha, Joãozinho Cheftrainer: Zezé Moreira | Ubaldo Fillol (Luis Alberto Landaburu) – Pablo Comelles, Roberto Perfumo, Daniel Luján Lonardi, Héctor Osvaldo López, Juan José López, Reinaldo Carlos Merlo, Alejandro Sabella, Pedro Alexis González, Leopoldo Luque, Óscar Mas Cheftrainer: Ángel Labruna | River Plate |
| Cruzeiro Belo Horizonte                               | 1:0 Nelinho (22.) 2:0 Palinha (29.) 3:0 Palinha (40.) 4:1 Valdo (80.) | 3:1 Óscar Mas (63.) | River Plate |
| 21. Juli 1976 in Belo Horizonte, Brasilien (Mineirão) | | |             |
| Ergebnis: 4:1 (3:0)                                   | | |             |
| Zuschauer: 58.720                                     | | |             |
| Schiedsrichter: Vicente Llobregat ( Venezuela)        | | |             |

### Rückspiel
| River Plate                                                     | River Plate | Cruzeiro Belo Horizonte | Cruzeiro Belo Horizonte |
| --------------------------------------------------------------- | --- | --- | ----------------------- |
| River Plate                                                     | \| 28. Juli 1976 in Buenos Aires, Argentinien (Estadio Monumental) \| \| Ergebnis: 2:1 (1:0) \| \| Zuschauer: 90.000 \| \| Schiedsrichter: Ramón Barreto ( Uruguay) \| | \| 28. Juli 1976 in Buenos Aires, Argentinien (Estadio Monumental) \| \| Ergebnis: 2:1 (1:0) \| \| Zuschauer: 90.000 \| \| Schiedsrichter: Ramón Barreto ( Uruguay) \|                            | Cruzeiro Belo Horizonte |
| River Plate                                                     | Luis Alberto Landaburu – Pablo Comelles, Roberto Perfumo, Daniel Passarella, Héctor Osvaldo López (Héctor Oscar Artico), Juan José López, Reinaldo Carlos Merlo, Norberto Alonso, Pedro Alexis González, Leopoldo Luque, Óscar Mas (Alejandro Sabella) Cheftrainer: Ángel Labruna | Raul Plassmann – Nelinho, Morais, Darci Menezes, Vanderley Lázaro, Eduardo Amorim (Ronaldo Drummond), Wilson da Silva Piazza, Zé Carlos, Jairzinho, Palhinha, Joãozinho Cheftrainer: Zezé Moreira | Cruzeiro Belo Horizonte |
| River Plate                                                     | 1:0 Juan José López (10.) 2:1 Pedro Alexis González (76.) | 1:1 Palinha (48.) | Cruzeiro Belo Horizonte |
| 28. Juli 1976 in Buenos Aires, Argentinien (Estadio Monumental) | | |                         |
| Ergebnis: 2:1 (1:0)                                             | | |                         |
| Zuschauer: 90.000                                               | | |                         |
| Schiedsrichter: Ramón Barreto ( Uruguay)                        | | |                         |

### Entscheidungsspiel
| Cruzeiro Belo Horizonte                             | Cruzeiro Belo Horizonte | River Plate | River Plate |
| --------------------------------------------------- | --- | --- | ----------- |
| Cruzeiro Belo Horizonte                             | \| 30. Juli 1976 in Santiago, Chile (Estadio Nacional) \| \| Ergebnis: 3:2 (1:0) \| \| Zuschauer: 40.000 \| \| Schiedsrichter: Alberto Martínez ( Chile) \|                                    | \| 30. Juli 1976 in Santiago, Chile (Estadio Nacional) \| \| Ergebnis: 3:2 (1:0) \| \| Zuschauer: 40.000 \| \| Schiedsrichter: Alberto Martínez ( Chile) \|                                                                                               | River Plate |
| Cruzeiro Belo Horizonte                             | Raul Plassmann – Nelinho, Morais, Darci Menezes, Vanderley Lázaro, Ronaldo Drummond, Wilson da Silva Piazza (Osiris), Zé Carlos, Eduardo Amorim, Palhinha, Joãozinho Cheftrainer: Zezé Moreira | Luis Alberto Landaburu – Pablo Comelles, Daniel Luján Lonardi, Héctor Oscar Artico, Urquiza, Alejandro Sabella, Reinaldo Carlos Merlo, Norberto Alonso, Pedro Alexis González, Leopoldo Luque, Óscar Mas (Daniel Mario Crespo) Cheftrainer: Ángel Labruna | River Plate |
| Cruzeiro Belo Horizonte                             | 1:0 Nelinho (24.) 2:0 Ronaldo Drumond (55.) 3:2 Joãozinho (88.) | 2:1 Óscar Mas (59.) 2:2 Urquiza (64.) | River Plate |
| 30. Juli 1976 in Santiago, Chile (Estadio Nacional) | | |             |
| Ergebnis: 3:2 (1:0)                                 | | |             |
| Zuschauer: 40.000                                   | | |             |
| Schiedsrichter: Alberto Martínez ( Chile)           | | |             |